# Languedoc
Languedoc (/ ˌlɒ̃ɡ (ə) ˈdɒk /, francosko [lɑ̃ɡ (ə) dɔk]; okcitansko Lengadòc [ˌleŋɡɔˈðɔ (k)])) je zgodovinska francoska provinca. Obsegala je večino območja Oksitanije, Ardèche in dele Haute-Loire, zdaj del sodobne regije Oksitanija, na jugu Francije. Njeno glavno mesto je bil Toulouse. Imela je površino približno 42.700 kvadratnih kilometrov. Na območju živi približno štiri milijone ljudi. Najpomembnejša mesta so - poleg nekdanje prestolnice Toulouse – Montpellier, Nîmes, Béziers, Narbonne, Albi, Carcassonne in Sète.

## Zgodovina
Rimska pokrajina Narbonska Galija (Gallia Narbonensis) je med 5. in 8. stoletjem spadala v Vizigotsko kraljestvo. V 750-ih je bi kratek čas del Kordovskega emirata, a ga je leta 759 po obleganju Narbonne osvojil Pipin Mali in vključil v Frankovsko cesarstvo. Pod Karolingi je kraljevi dvor imenoval grofe Toulouške. Kasneje je ta naslov postal deden. Del ozemlja, kjer se je govorilo okcitansko, se je imenovalo langue d'oc, Lengadòc ali Languedoc.
V 13. stoletju je Sveti sedež izpodbijal duhovna prepričanja območja in regija se je po albižanski (katarski) križarski vojni (1208–1229) pridružila  Francoskemu kraljestvu. Ta križarska vojna je želela uničiti, kar je Cerkev štela za katarsko krivoverstvo in omogočila, da je Kapetinska rodbina razširila svoj vpliv južno od Loare. V okviru tega procesa so bile leta 1224 v kraljevo francosko domeno vključene nekdanje posesti Trencavelov (Vikonti Albija, Carcassoneja, Bezièrsa, Agde in Nîmesa). Leta 1271 so jim sledili grofje Toulouški. Preostale fevdalne enklave so bile vključene postopoma do začetka 16. stoletja; grofija Gévaudan leta 1258, grofija Melgueil (Mauguiò) leta 1293, gospostvo Montpellier leta 1349 in viskonti iz Narbonne leta 1507.
Ozemlje, ki je spadalo pod jurisdikcijo deželne skupščine Languedoc, in so se prvič sklicali leta 1346, se je postopoma zmanjševalo in je v Ancien Régime postalo znano kot provinca Languedoc.
Leto 1359 je pomenilo prelomnico v zgodovini province . Trije senešali (sénéchaussées - dvorni upravitelj - Béucaire, Carcassona in Tolosa) so imeli status bonnes villes (mesto, ki mu je francoski kralj podelil privilegije in zaščito v zameno za zagotavljanje kontingenta moških vojakov). V tistem letu so ti trije sklenili večno zvezo, po kateri je bil njihov prispevek kraljevh častnikov sklican skupaj, ne pa ločeno za vsakega od treh senešalov. 
Proti koncu 14. stoletja je izraz 'država treh senešalov' (pays des trois sénéchaussées), pozneje znana kot Languedoc, označila dve enoti Bèucaire-Nîmes in Carcassone ter vzhodni del Tolosa (Toulouse) , ohranjena na podlagi Pogodbe iz Brétignyja. Takrat je grofija Foix, ki je do leta 1333 pred prehodom v Toulouse pripadala senešalu Carcassone, prenehala pripadati Languedocu.
Leta 1542 je bila provinca razdeljena na dva généralités (so bila upravna razdelitev Francije pod Ancien Régime in se pogosto velja, da so oblikovali sedanje prefekture): Toulouse za Haut-Languedoc in Montpellier za Bas-Languedoc. To je trajalo do francoske revolucije leta 1789. Od 17. stoletja naprej je bila samo ena intendatura za celoten Languedoc s sedežem v Montpellieru.

## Geografija
Tradicionalne province francoskega kraljestva niso bile formalno opredeljene. Provinca je bila preprosto ozemlje skupnih tradicij in običajev, ni pa imela politične organizacije. Danes, ko se ljudje sklicujejo na stare francoske province, mislijo na gouvernements, kakršne so obstajale leta 1789, pred francosko revolucijo. Gouvernements so bila vojaška območja, ki jih je krona ustanovila sredi 16. stoletja; njihova ozemlja so se tesno ujemala s tradicionalnimi provincami. Vendar so bile v nekaterih primerih majhne province združene z velikimi v eno samo gouvernement, tako da te niso povsem enake tradicionalnim provincam.
Zgodovinsko se je regija imenovala grofija Toulouse, grofija, neodvisna od francoskih kraljev. Grofija Toulouse je bila sestavljena iz tistega, kar bi se pozneje imenovalo Languedoc, vendar je vključevala tudi provinco Quercy (zdaj departma Lot in severno polovico departmaja Tarn-et-Garonne) in provinco Rouergue (zdaj departma Aveyron), oba severozahodno od Languedoca. Včasih je vključevala provinco Agenais (danes vzhodna polovica departmaja Lot-et-Garonne) zahodno od Languedoca, provinco Gévaudan (danes departma Lozère), provinco Velay (zdaj osrednji in vzhodni del departmaja Haute-Loire), južni del province Vivarais (zdaj južni del departmaja Ardèche) in celo vso severno polovico Provanse. Po osvajanju Francozov je bila celotna grofija razpuščena, njen osrednji del se zdaj imenuje Languedoc.
Gouvernement Languedoc je nastal sredi 16. stoletja. Poleg samega Languedoca je v celoti vključeval tri majhne province Gévaudan, Velay in Vivarais (v celoti) so bile severovzhodno od Languedoca. Nekateri menijo tudi, da je bila regija okoli Albija tradicionalna provinca, imenovana Albigeois (danes departma Tarn), čeprav se najpogosteje šteje, da je del Languedoca. Provinci Quercy in Rouergue, kljub svojim starim vezem s Toulousom, nista bili vključeni v gouvernement Languedoc. Navezali so jih na Guienne in njegovo oddaljeno prestolnico Bordeaux. Ta odločitev je bila verjetno namerna, da se izogne oživljanju neodvisnega duha grofije Toulouse. V preostalem delu tega članka se Languedoc nanaša na ozemlje tega gouvernement Languedoc.

### Območje in lega Languedoca
Provinca Languedoc je pokrivala območje približno 42.700 km² v osrednjem delu južne Francije, približno območje med reko Rono (meja s Provanso) in Garono (meja z Gaskonjo), ki se razprostira proti severu do Sevenov (Cévennes) in Centralnega masiva (meja z Auvergnejem).

### Glavno mesto
Toulouse kot središče grofije Toulouse in regionalni parlament pogosto velja za glavno mesto  Languedoca. Na zemljevidih (tako starodavnih kot sodobnih), ki prikazujejo province (t. i. gouvernement) Francije leta 1789, je vedno označen kot tak. Vendar je zapleteno prepletanje uprave in pristojnosti dovolilo Montpellierju, da tudi zahteva tako oznako. V 18. stoletju je monarhija očitno favorizirala Montpellier, mesto, veliko manjše od Toulousa, z manj zgodovine in z manj avtonomnimi lokalnimi oblastmi. 

## Stare upravne enote
Guvernerji Languedoca so prebivali v Pézenasu na sredozemski obali, stran od Toulousa, a blizu Montpellierja. Sčasoma so povečali svojo moč izven vojaških zadev in postali pravi upravitelji in izvršna oblast province, kar je bilo opaziti v drugih francoskih gouvernement, še posebej akutno v Languedocu, kjer se je vojvoda Montmorency, guverner Languedoca, celo odkrito uprl kralju, nato pa je bil leta 1632 po ukazu Richelieuja poražen in obglavljen v Toulousu. Francoski kralji so se bali oblasti guvernerjev, zato so morali v obdobju Ludvika XIV. prebivati v Versaillesu in so jim prepovedali vstop na ozemlje svojih gouvernement. Tako so postale votle strukture, vendar so še vedno imele občutek starih provinc, zato so njihova imena in meje ostale priljubljene vse do danes.
Za administrativne namene je bil Languedoc razdeljen na dva généralités, généralité Toulouse in généralité Montpellier, združeno ozemlje obeh généralité, ki se natančno ujemata z območjem gouvernementa Languedoc. Na čelu je bil intendant, v primeru Languedoca le en intendant, ki je bil odgovoren za obe enoti in so ga pogosto omenjali kar kot intendanta Languedoca. Généralité Toulouse imenujejo tudi Zgornji Languedoc (Haut-Languedoc), généralité Montpellier, vse do morja, pa Spodnji Languedoc (Bas-Languedoc). Intendanti Languedoca so prebivali v Montpellierju, v Toulousu pa so imeli namestnika. Montpellier je bil izbran namerno, da bi zmanjšal moč Toulousa, katerega parlament (deželni dvor) je bil zelo vpliven in je simboliziral stari duh neodvisnosti grofije Toulouse. Intendanti so zamenjali guvernerje kot upravnike Languedoca, vendar jih je kralj imenoval in razrešil po svoji volji, saj niso bili grožnja osrednji državi v Versaillesu. Do leta 1789 so bili najpomembnejši element lokalne uprave kraljestva.
Kar zadeva sodne in zakonodajne zadeve, je Languedoc nadzoroval parlement Toulousa, ustanovljen sredi 15. stoletja. Bil je prvi parlament, ki so ga zunaj Pariza ustvarili francoski kralji, da bi bil enakovreden pariškemu parlamentu na oddaljenih južnih območjih kraljestva. Pristojnost parlamenta v Toulousu je zajemala celotno ozemlje gouvernementa Languedoc, in vključevala tudi provinco Rouergue, večino province Quercy in del Gaskonje. Parlament Toulousa je bilo vrhovno sodišče za to obsežno območje Francije, zadnje sodišče, na katerega sodbe se niso mogli pritožiti, niti pariški parlament. Parlament Toulousa je lahko s svojimi odločbami ustvaril tudi sodno prakso in tudi razlagal zakon. Prav tako je bil zadolžen za registracijo novih kraljevih ediktov in zakonov in se lahko odločil, da jih blokira, če je ugotovil, da so v nasprotju s svoboščinami in zakoni Languedoca.
Končno je, za namene obdavčevanja, Languedocu vladal svet Languedoca, katerega pristojnost je vključevala samo pravi Languedoc (in Albigeois), ne pa tudi Gévaudan, Velay in Vivarais, ki so obdržali vsak svoj deželni svet do leta 1789. Pravi Languedoc je bil ena redkih francoskih provinc, ki so imele privilegij odločati o davčnih zadevah v večini drugih provinc kraljestva so kralji zadušili deželne svete. To je bilo kraljem v posebno korist, saj so tako zagotovili, da bo neodvisna provinca daleč stran od Versaillesa ostala zvesta osrednji državi. Svet Languedoca se je srečeval v številnih različnih mestih in bil nekaj časa v Pézenasu, a so ga v 18. stoletju dokončno preselili v Montpellier, kjer so se srečevali enkrat letno, do leta 1789.
Zaradi krščanskih verskih namenov je bil Languedoc razdeljen tudi na določeno število cerkvenih provinc, vključno z nadškofijo Toulouse, nadškofijo Narbonne in nadškofijo Albi.

## Sodobne upravne enote
Med letoma 1956 in 2016 je bila provinca Languedoc razdeljena med štiri regije:
- 55,5 % njenega nekdanjega ozemlja je ležalo v regiji Languedoc-Roussillon, z glavnim mestom Montpellier, z departmaji Gard, Hérault, Aude, Lozère in skrajni sever Vzhodni Pireneji, ki so predstavljali 86,5 % ozemlja Languedoc-Roussillon. Preostalih 13,5 % je Roussillona (Pyrénées-Orientales), provinca, ki nikoli ni bila del zgodovinskega Languedoca.
- 24,8 % njenega nekdanjega ozemlja je ležalo na območju regije Jug-Pireneji, z glavnim mestom Toulouse, z departmaji Tarn, pa tudi vzhodno polovico Zgornja Garona, jugovzhodni Tarn in Garona ter severozahod in severovzhod Ariège, ki predstavlja 23,4 % ozemlja Jug Pirenejev. Preostalih 76,6 % sta tvorila Quercy in Rouergue (o čemer smo govorili zgoraj), pa tudi provinca grofija Foix (ki je bila v srednjem veku vazal grofije Toulouse), več majhnih provinc Pirenejev in velik del Gaskonje.
- 13 % je ležalo v regiji Rona-Alpe, z departmajem Ardèche, ki je predstavljal 12,7 % ozemlja Rona-Alpe.
- 6,7 % leži v regiji Auvergne, ki pokriva osrednji in vzhodni del departmaja Haute-Loire, ki je predstavljal 11 % ozemlja sodobne regije Auvergne.

Leta 2016 se je število francoskih regij zmanjšalo, Languedoc-Roussillon in Jug-Pireneji sta se združili v Oksitaniji, ki vsebuje več kot 80 % zgodovinskega Languedoca, Auvergne in Rona-Alpe pa sta se združili v Auvergne-Rona-Alpe, le nekaj manj  zgodovinske regije.

## Prebivalstvo in mesta
Na tradicionalnem ozemlju province Languedoc živi približno 3.650.000 ljudi (po popisu 1999), od tega 52 % v nekdanji regiji Languedoc-Roussillon, 35 % v nekdanji regiji Jug-Pyrénées, 8 % v nekdanji regiji Rona-Alpe in 5 % v nekdanji regiji Auvergne.
Ozemlje nekdanje province kaže izrazito nasprotje nekaterih gosto naseljenih območij (obalnih nižin in metropolitanskega območja Toulousa v notranjosti), kjer je gostota med 150 prebivalci na km² (obalne ravnice) in 300 km² (ravnina Toulousa) ter hribovito in gorato notranjostjo, kjer je gostota izjemno nizka; območje Sevenov na jugu Lozère ima eno najnižjih gostot v Evropi s samo 7,4 prebivalca na km².
Pet največjih metropolitanskih območij na ozemlju nekdanje province Languedoc je (po popisu leta 1999): Toulouse (964.797), Montpellier (459.916), Nîmes (221.455), Béziers (124.967) in Alès (89.390).
Prebivalstvo nekdanje province Languedoc je trenutno najhitreje rastoče v Franciji in tudi med najhitreje rastočimi v Evropi, saj se vse večji pretok ljudi iz severne Francije in severa Evrope seli v sončni pas Evrope, v katerem je Languedoc. Rast je še posebej močna na metropolitanskih območjih Toulousa in Montpellierja, ki sta trenutno najhitreje rastoči metropolitanski območji v Evropi. Notranjost Languedoca še vedno izgublja prebivalce, kar povečuje razliko v gostot.
Prebivalstvo obale Languedoca in regije Toulouse je precej mlado, izobraženo in premožno, medtem ko je prebivalstvo v notranjosti precej starejše, z bistveno nižjimi dohodki in z nižjim odstotkom s srednjo šolo in zlasti z visoko šolo.

## Gospodarstvo

### Kmetijstvo
Languedoc je pomemben proizvajalec vina. Danes pridelajo več kot tretjino francoskega grozdja in se ozirajo na zunanje vlagatelje. Vina z mediteranske obale Languedoca so označena kot Languedoc, tista iz notranjosti pa imajo druge oznake, kot so Fronton, Gaillac ali Limoux na zahodu - in Côtes du Rhône proti vzhodu.
Med druge pridelke spadajo pšenica (tradicionalni pridelek, ki je bogatil zemljiške posestnike in parlamentarce s sedežem v Toulousu in za katere je bil zgrajen sloviti Canal du Midi), koruza (nov in danes najbolj priljubljen pridelek v regiji), oljke (samo ob sredozemski obali Languedoca), sadje in riž (na nekaterih obalnih območjih). V gričevnatih in goratih predelih notranjosti gojijo ovce in koze za meso in sir. Obalno območje je seveda vir rib in školjk.

### Industrija
Aerospace (Airbus, CNES itd.), Elektronika (Freescale itd.) in biotehnološka industrija v Toulousu; visokotehnološka, elektronska in računalniška industrija (IBM) v Montpellierju; farmacevtska industrija (skupina Pierre Fabre) v Castresu.
V Toulousu je tudi pomemben kemični sektor, ki je bil od grozne eksplozije AZF 21. septembra 2001. precej uničen. Odločeno je, da se kemična industrija preseli iz Toulousa, v mestu pa bi odprli velik kampus, namenjen raziskavam raka in bio-tehnologij.
Drugod v regiji je industrije manj in upada, zlasti okoli rudarskih območij Alèsa in Carmauxa v notranjosti regije.

### Servisne dejavnosti in turizem
Storitve so največji sektor gospodarstva v regiji. Zlasti v državnih službah je zaposlen velik del delovne sile. V to regijo so bile premeščene ključne uprave, na primer francoski nacionalni meteorološki urad (Météo-France), ki se je leta 1982 preselil iz Pariza v Toulouse.
Območje je tudi pomembna turistična destinacija. Obstajajo tri vrste turizma. Najprej množična poletna turistična industrija na obali z ogromnimi morskimi letovišči, kot so Cap d'Agde, Palavas-les-Flots ali Le Grau-du-Roi, zgrajena v 1970-ih.
Turizem, povezan z zgodovino in umetnostjo je tudi močan, saj ima regija zgodovinska mesta Carcassonne, Toulouse, Montpellier, nešteto rimskih spomenikov (kot je rimski amfiteater v Nîmesu), srednjeveške opatije, romanske cerkve in stari gradovi (npr. uničeni gradovi Katarjev v gorah Corbières, pričevanje krvave katarske križarske vojne).
V zadnjem času je v porastu 'zeleni' in športni turizem, kjer so soteske Tarna, soteska Ardèche, pa tudi velika ohranjena prostranstva Sevenov, Ardèche, Lauragaisa in druga mesta.
Turizem na Canal du Midi združuje zgodovino (na primer ogled devetih zapornic Fonserannes v bližini Béziersa) z dejavnostmi, kot so čolnarjenje po kanalu in hoja ali kolesarjenje po vlečnih poteh.
Toulouse in Montpellier sta tudi priljubljeni mesti za poslovne kongrese in konvencije.
Aprila 2019 je potovalni oddelek Guardiana na seznam 20 najlepših vasi v Franciji vključil dve lokaciji Languedoca. To sta bili Saint-Guilhem-le-Désert z »enim najlepših primerov romanske arhitekture v regiji« in Estaing, katerega »ozke ulice se skozi stoletja skoraj niso spremenile«.